# Brčići (miasto Poreč)
Brčići – wieś w Chorwacji, w żupanii istryjskiej, w mieście Poreč. W 2011 roku liczyła 163 mieszkańców.